# Nankingi metró
A nankingi metró (egyszerűsített kínai: 南京地铁; hagyományos kínai: 南京地鐵; pinjin: Nancsing titie (Nánjīng dìtiě)) a kínai Nanking városának hét vonalból álló metróhálózata. A hálózat első vonalának átadására 2005. szeptember 3-án került sor, ez az 1-es vonal Majkaocsiao (Maigaoqiao)–Olimpiai stadion szakasza volt. A hálózat 2005 óta jelentősen bővült, 2018 májusára hossza elérte a 376,5 kilométert, ezzel Kína ötödik legnagyobb metróhálózatává vált. A nankingi metrót a Nankingi Metró Társaság üzemelteti.

## Története
1984-ben tettek először javaslatot a nankingi Városi Kongresszuson metróhálózat építésére. A lehetséges nyomvonalakhoz szükséges vizsgálatok 1986 áprilisában megtörténtek és még ez év decemberében megjelentek az első tervek. A terv egy észak–déli, egy kelet–nyugati és egy északnyugat–délkeleti irányú vonalat tartalmazott. A három vonal a belvárosban egy háromszög alakban találkozott volna. 1993-ban újabb vonal került bele a tervezetbe, ez a városmagot keresztezte volna. Ugyanekkor felmerült a Pukou kerülettel való összekötés is, illetve az akkor még tervezett Nanking-Lukou (Nánjīng-Lùkǒu) nemzetközi repülőtér metrókapcsolata is.
Az első vonal Majkaocsiao (Maigaoqiao)–Olimpiai stadion szakasza 1999-ben megkapta az építési engedélyt, a kísérleti állomás építése pedig 2000 májusában megkezdődött. 2000 decemberében a teljes vonalon elkezdődtek a munkálatok. Az 1-es vonal átadására 2005. szeptember 3-án került sor. A második vonal építése 2006 májusában indult meg, megnyitása pedig négy évvel később, 2010. május 28-án volt. Ugyanekkor az 1-es vonalnak kiágazása épült Antömen (Andemen) állomásnál a Kínai Gyógyszerészeti Egyetem felé. 2014. július 1-jén az 1-es metró Antömen (Andemen)–Olimpiai stadion szakaszán elindult a 10-es metró, amit ekkor új vonalrésszel is bővítettek: megnyílt az Olimpiai stadion–Jüsanlu (Yushanlu) szakasz. Ettől kezdve az 1-es metró nem közlekedik a stadion felé. Ugyanekkor indult el az S1-es metró is a nankingi Déli pályaudvar és a Nanking-Lukou (Nánjīng-Lùkǒu) nemzetközi repülőtér között. Egy hónappal később, augusztus 1-jén elindult az S8-as is, Tajsanhszincun (Taishanxincun) és Csinniuhu (Jinniuhu) állomások között. Ennek a vonalnak 2015. április 1-jéig nem volt kapcsolata a hálózattal, ez a 3-as metró elindulásával valósult meg. 2017. január 18-án átadták a 4-es metrót, ami Longjiang (Lungcsang) és Hszienlinhu (Xianlinhu) állomások között szállít utasokat. 2017 legvégén újabb vonalakkal bővült a hálózat, megnyílt az S3-as és az S9-es vonal is. 2018 májusában megnyitották az S7-es vonalat is. A tervek szerint a város metróhálózata 2022 végére már 14 vonalból fog állni (1–7, 10–11, S1, S3, S7–S9).

## Vonalak
| Vonal    | Végállomások                   | Végállomások                  | Megnyitás éve | Hossz (km) | Állomások száma |
| -------- | ------------------------------ | ----------------------------- | ------------- | ---------- | --------------- |
| 1        | Majkaocsiao (Maigaoqiao)       | Kínai Gyógyszerészeti Egyetem | 2005          | 37,9       | 27              |
| 2        | Jufangcsiao (Youfangqiao)      | Csingtienlu (Jingtianlu)      | 2010          | 38,0       | 26              |
| 3        | Lincsang (Linchang)            | Mocsoutunglu (Mozhoudonglu)   | 2015          | 44,9       | 29              |
| 4        | Lungcsang (Longjiang)          | Hszienlinhu (Xianlinhu)       | 2017          | 33,8       | 18              |
| 10       | Antömen (Andemen)              | Jüsanlu (Yushanlu)            | 2014          | 21,6       | 14              |
| S1       | Nanking-Déli pályaudvar        | Kungkanghszincsengcsiangning  | 2014          | 36,3       | 9               |
| S3       | Nanking-Déli pályaudvar        | Kaocsiacsung (Gaojiachong)    | 2017          | 37,6       | 19              |
| S7       | Kungkanghszincsengcsiangning   | Vuhsziangsan                  | 2018          | 28,8       | 9               |
| S8       | Tajsanhszincun (Taishanxincun) | Csinniuhu (Jinniuhu)          | 2014          | 45,2       | 17              |
| S9       | Hsziangjülunan (Xiangyulunan)  | Kaocsun (Gaochun)             | 2017          | 52,4       | 6               |
| Összesen | Összesen                       | Összesen                      | Összesen      | 376,5      | 159             |

Átszállópontok

A metróhálózat térképe 2005-től 2021-ig

A tervezett hálózat 2022-re

Nanking metróhálózatának összesen 13 átszállópontja van, ebből egy állomást (Nanking-Déli pályaudvar) négy vonal érint.
| Állomás                                                  | Vonalak                                       |
| -------------------------------------------------------- | --------------------------------------------- |
| Antömen (Andemen)                                        | 1-es vonal 10-es vonal                        |
| Csimingsze (Jimingsi)                                    | 3-as vonal 4-es vonal                         |
| Csinmalu (Jinmalu)                                       | 2-es vonal 4-es vonal                         |
| Hsziangjülunan (Xiangyulunan)                            | S1-es vonal S9-es vonal                       |
| Hszincsiekou (Xinjiekou)                                 | 1-es vonal 2-es vonal                         |
| Jufangcsiao (Youfangqiao)                                | 2-es vonal S3-as vonal                        |
| Jüantung (Yuantong)                                      | 2-es vonal 10-es vonal                        |
| Kulou (Gulou)                                            | 1-es vonal 4-es vonal                         |
| Kungkanghszincsengcsiangning (Konggangxinchengjiangning) | S1-es vonal S7-es vonal                       |
| Nanking pályaudvar                                       | 1-es vonal 3-as vonal                         |
| Nanking-Déli pályaudvar                                  | 1-es vonal 3-as vonal S1-es vonal S3-as vonal |
| Tahszingkung (Daxinggong)                                | 2-es vonal 3-as vonal                         |
| Tajfenglu (Taifenglu)                                    | 3-as vonal S8-as vonal                        |

### Építés alatt
Nankingban 2018 végén három új metróvonal és két új szakasz építése van folyamatban: várhatóan 2022-ig befejeződik az 5-ös, a 6-os és a 7-es vonal építése, illetve az 1-es és a 10-es metró meghosszabbítása. Az 5-ös vonal építése 2016 óta folyik, 37,5 km hosszú vonalán 30 állomást alakítanak ki. A 2017–18-as év fordulóján megindult 6-os és 7-es vonal hossza közel 35 kilométer lesz vonalanként, a 6-oson 18, a 7-esen 27 állomást érintve. Az 1-es és a 10-es metró meghosszabbítása 2016-ban kezdődött meg, az 1-es új szakasza 7,2 hosszú lesz és 5 állomás épül a vonal mentén, míg a 10-esén 12,1 km hosszan 7 állomás lesz.

## Jegyrendszer
A metróvonalakat 2 jüan (yüan)ért lehet igénybe venni maximum 8 állomásnyi távolságra, a 9 és 12 állomás közötti táv 3 jüan (yüan)ba, a 13 állomásnyi, és az annál hosszabb utazás pedig 4 jüan (yüan)ba kerül. A Jinlingtung (Jīnlíngtōng)-kártyát használók ezeknél olcsóbban, 5%-os kedvezménnyel utazhatnak. A Jinlingtung (Jīnlíngtōng)-kártya ára 25 jüan (yüan), és ezt a metrón való utazáshoz is fel lehet használni és az egész városban újra lehet tölteni. Hasonlít a londoni Oyster kártyához, ugyanis ezt is lehet használni más tömegközlekedési eszközökön, illetve taxival való utazásra is.

### Jegyárak
| Viteldíj (¥ = jüan) | ¥2   | ¥3    | ¥4    | ¥5    | ¥6    | ¥7    | ¥8    | ¥9    | ¥10   | ¥11   | ¥12    | ¥13     | ¥14     | ¥15     |
| Távolság (km) | 0~10 | 10~16 | 16~22 | 22~30 | 30~38 | 38~48 | 48~58 | 58~70 | 70~84 | 84~98 | 98~112 | 112~126 | 126~140 | 140~154 |
| *Az S9-es vonal megnyitása után a leghosszabb megtehető út a Csinniuhu (Jinniuhu)–Kaocsun (Gaochun) útvonal (148,4 km) lett. |      |       |       |       |       |       |       |       |       |       |        |         |         |         |

## Galéria

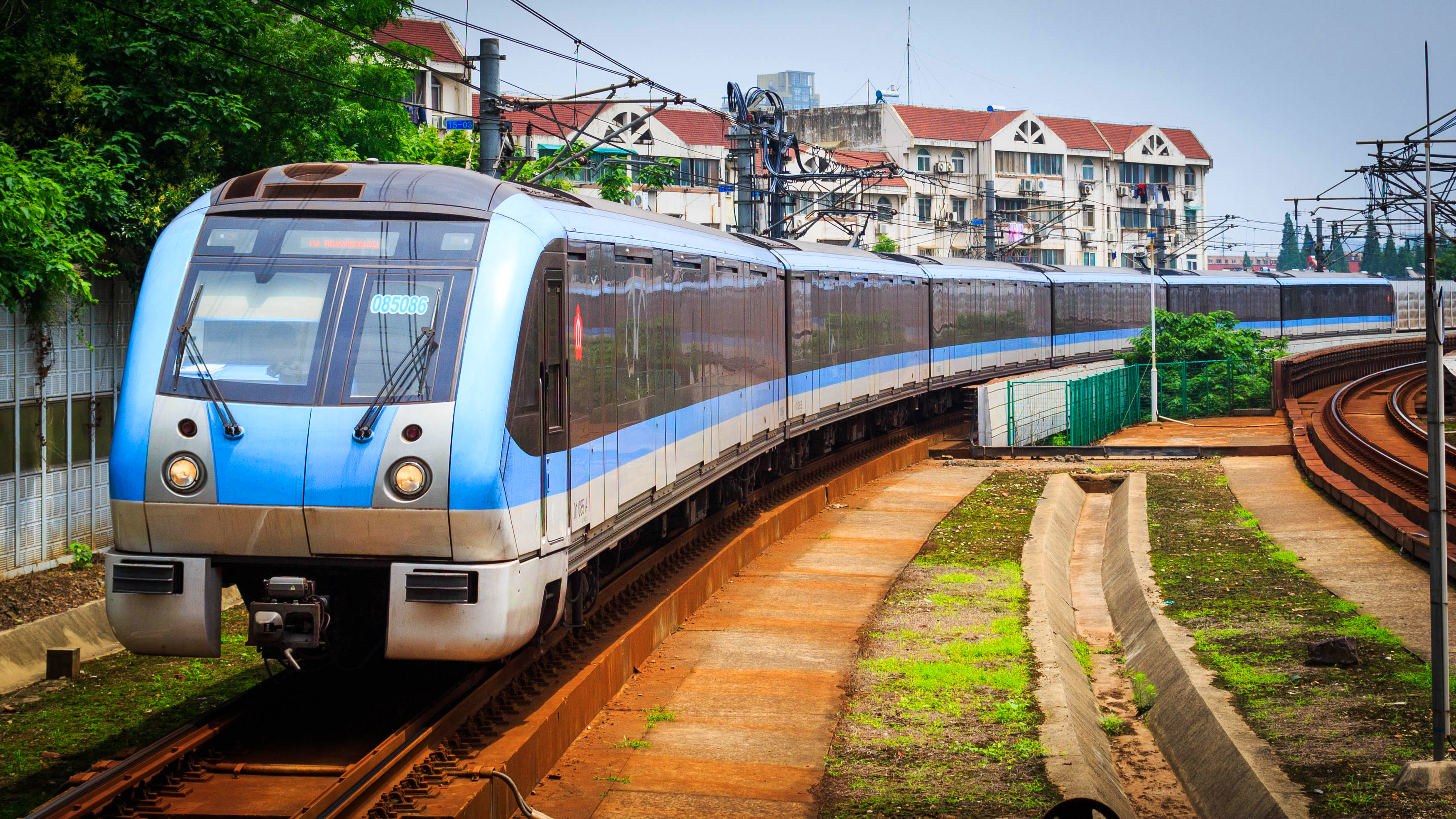
Metrókocsi az 1-es vonalon
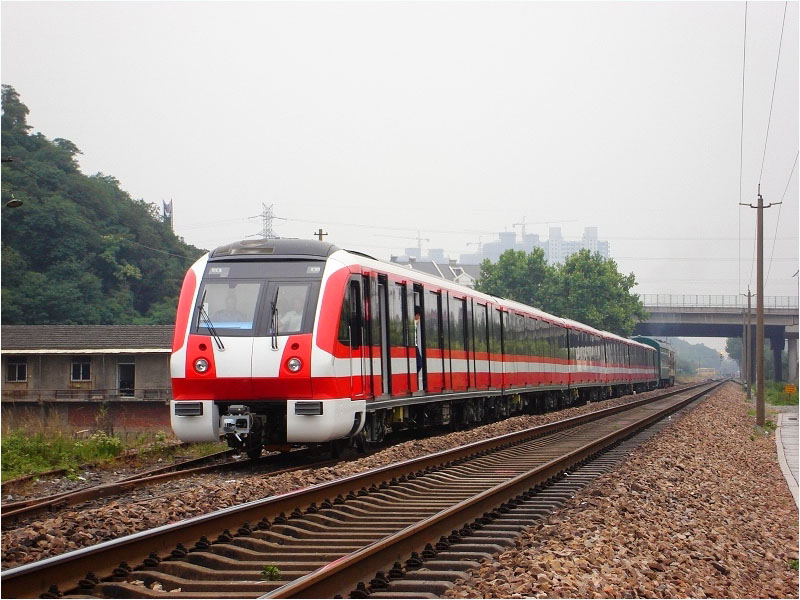
A 2-es metró egyik szerelvénye
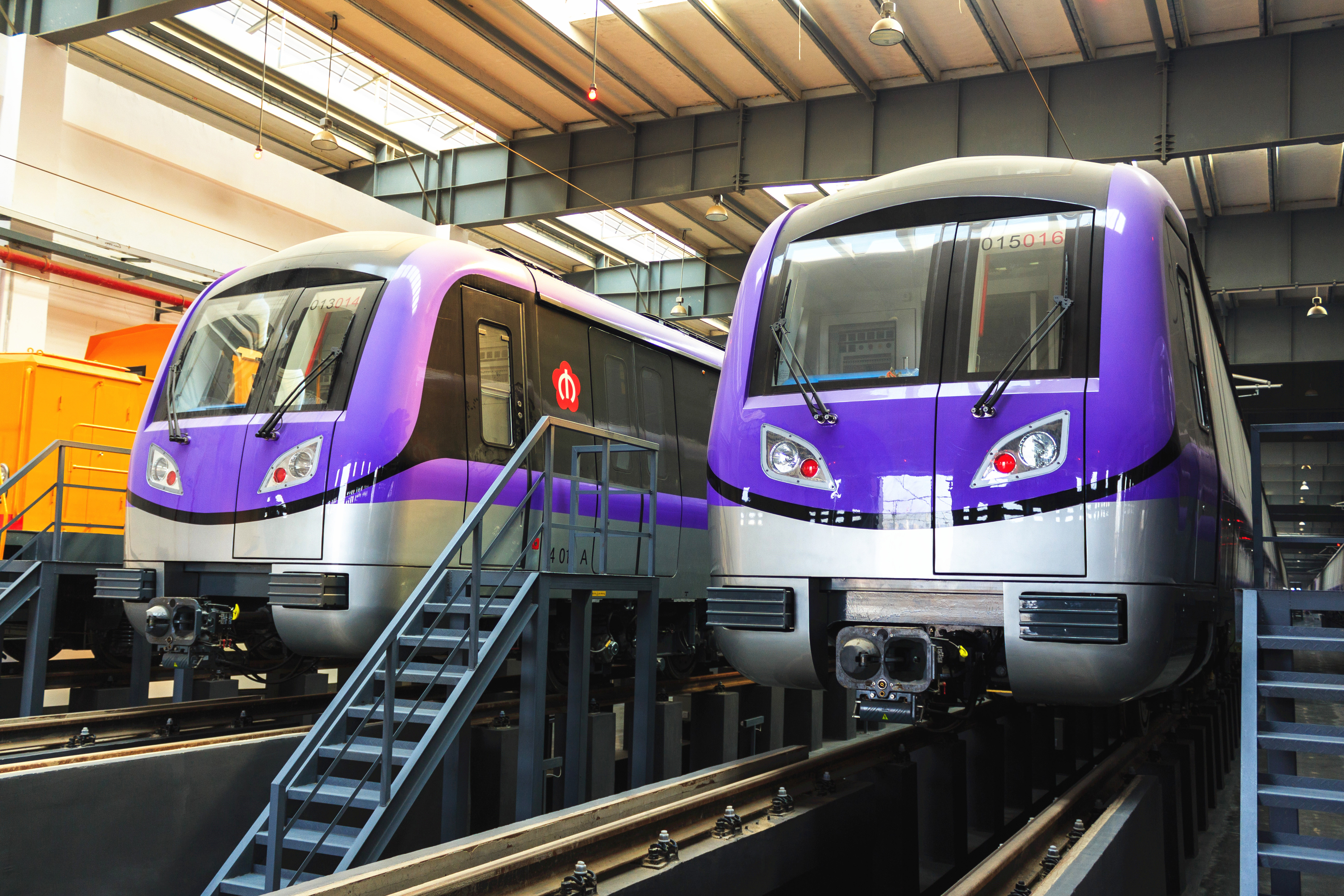
A 4-es metró kocsijai 2016-ban
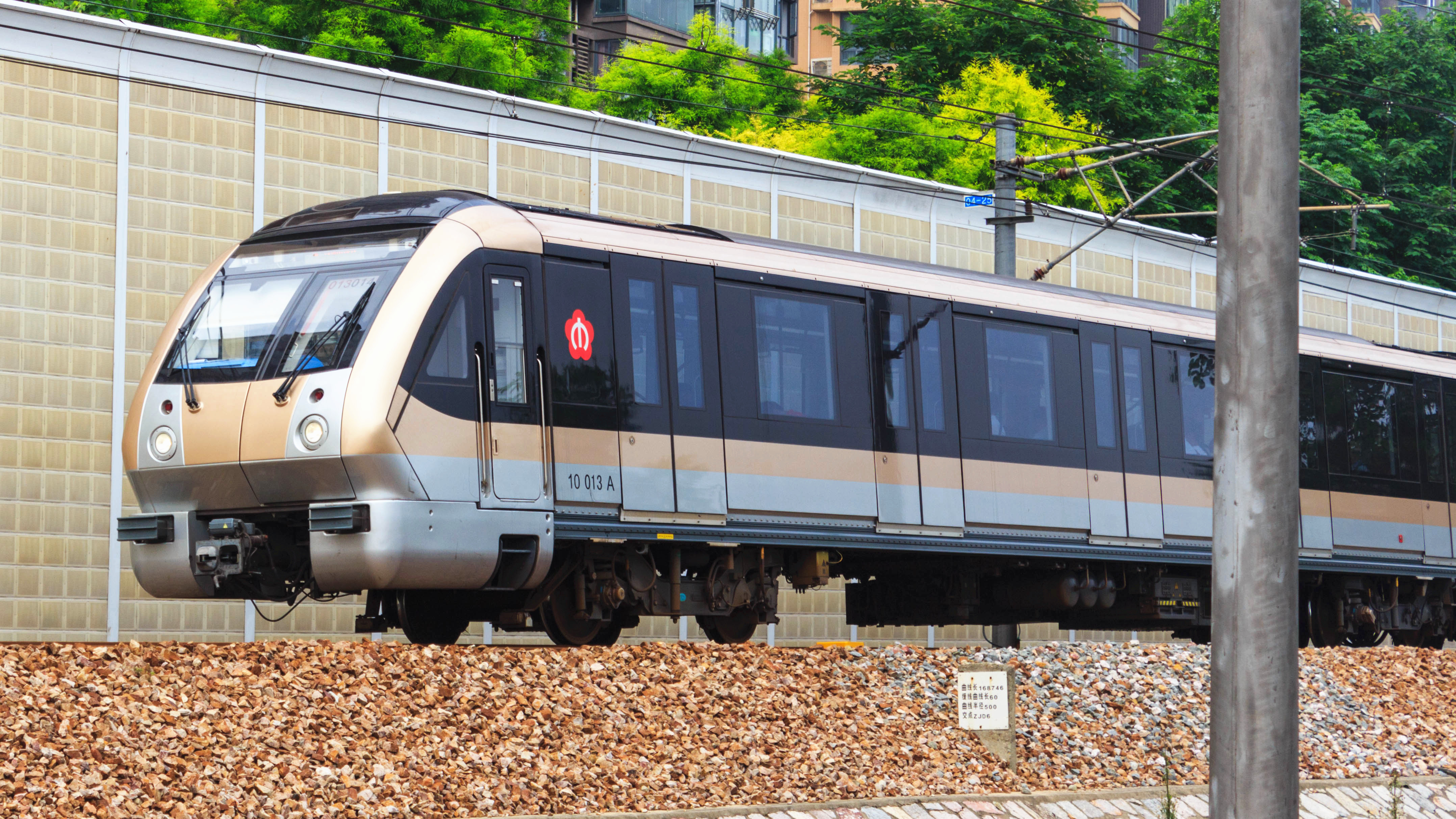
Metrókocsi a 10-es vonalon
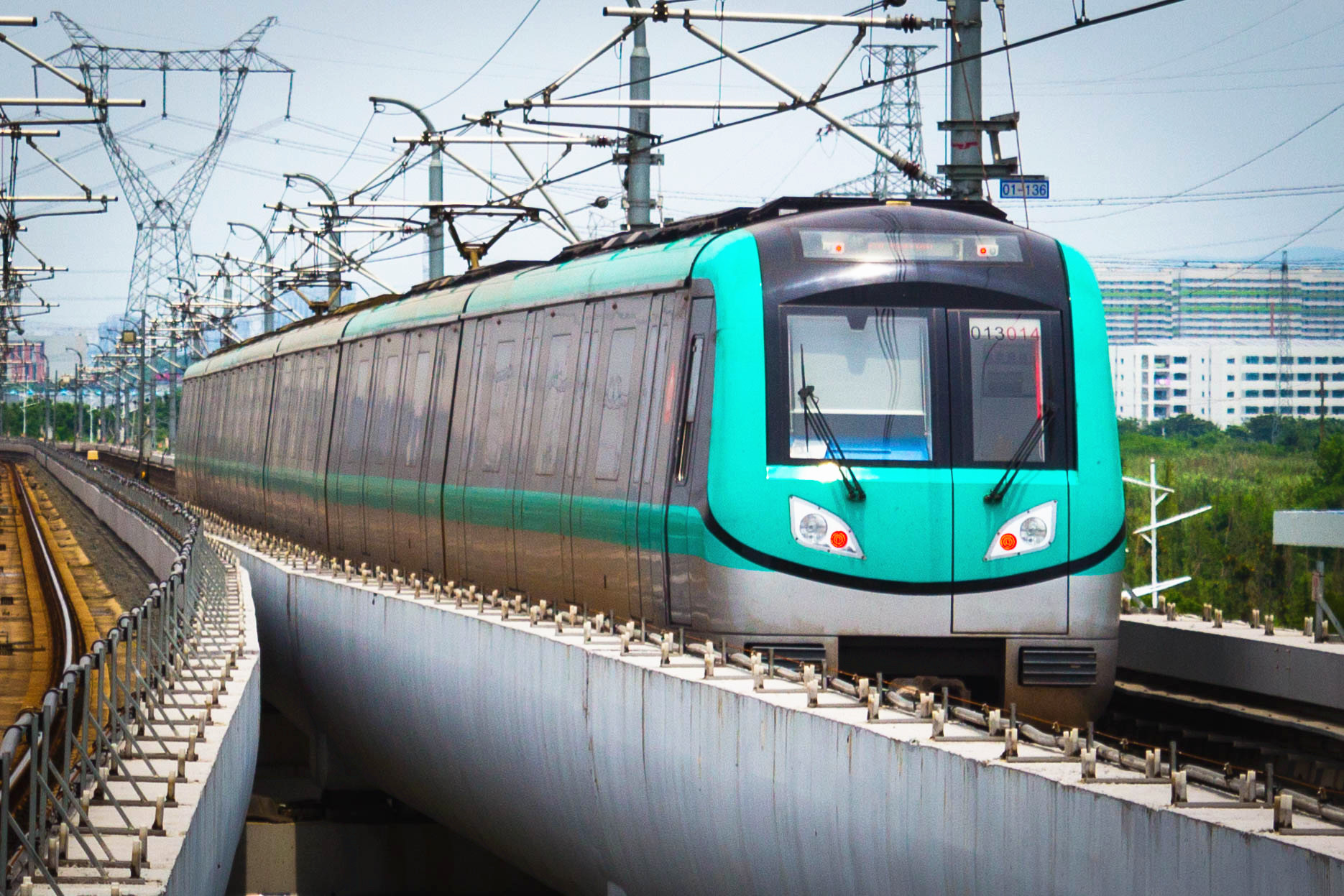
Alstom/CRRC[* 4] metró az S1-esen
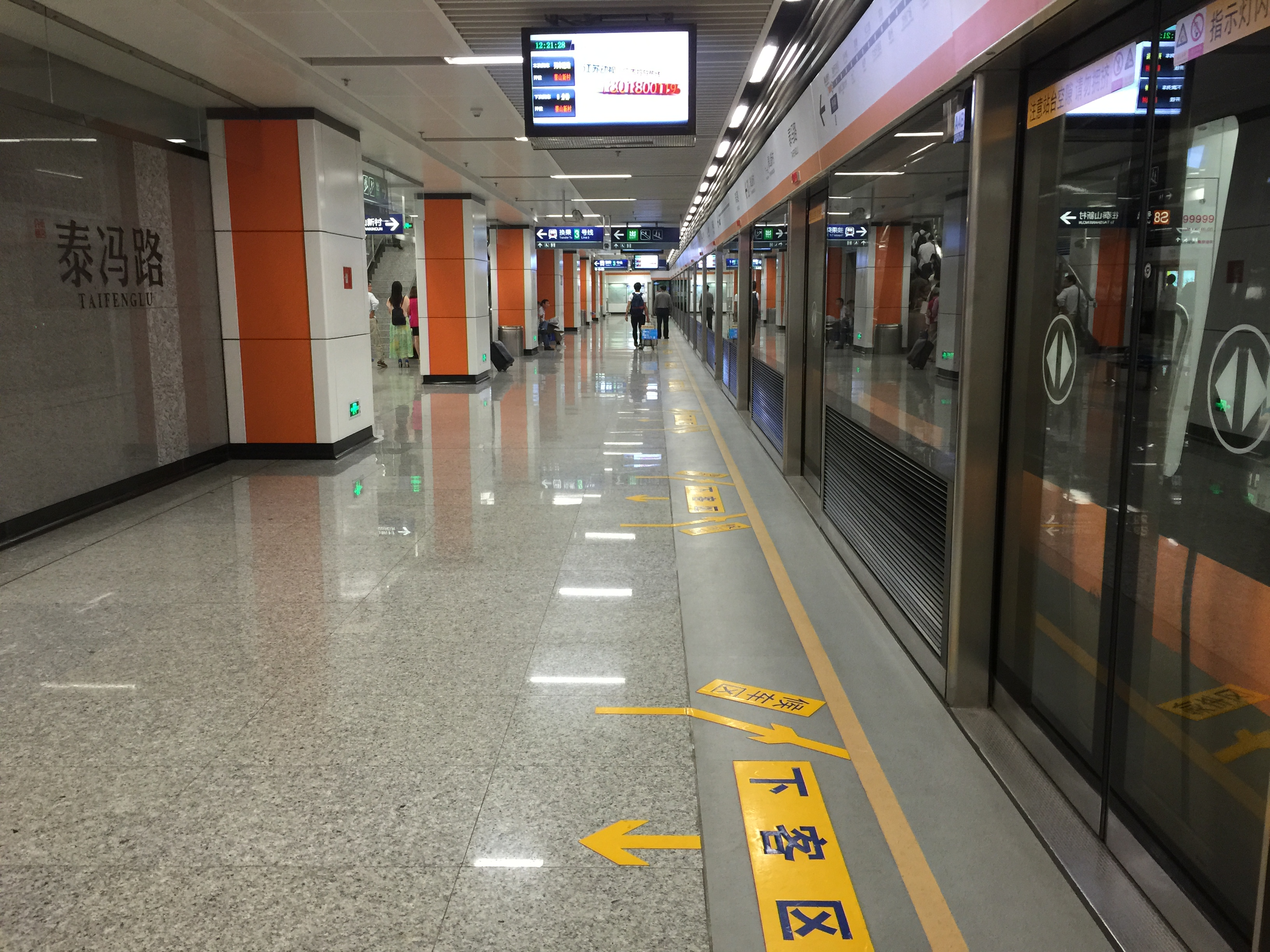
Az S8-as metró Tajfenglu (Taifenglu) állomása
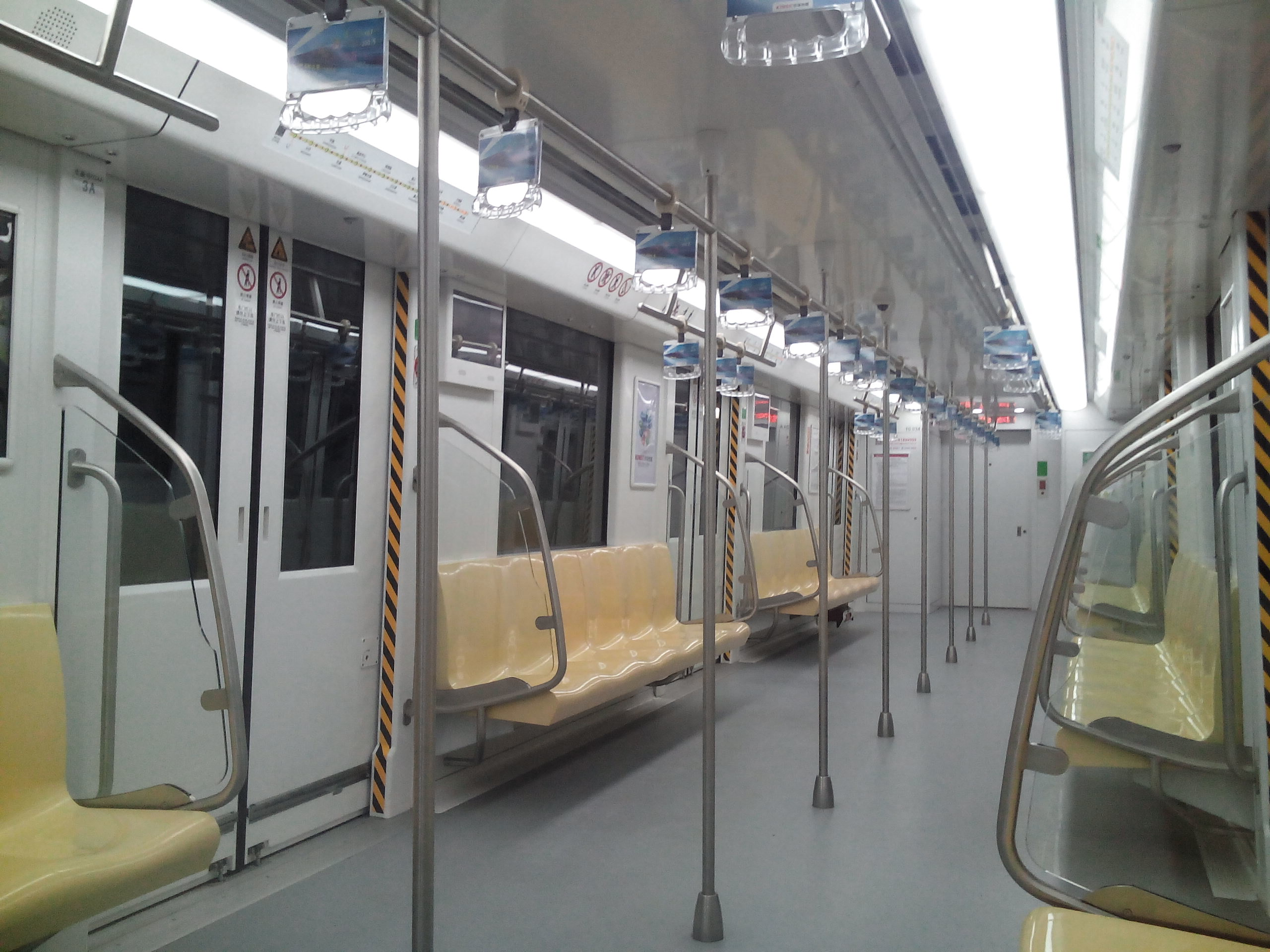
A 10-es metró egyik szerelvényének belseje

## Fordítás
- Ez a szócikk részben vagy egészben  a   Nanjing Metro című angol Wikipédia-szócikk ezen változatának fordításán alapul.  Az eredeti cikk szerkesztőit annak laptörténete sorolja fel. Ez a jelzés csupán a megfogalmazás eredetét és a szerzői jogokat jelzi, nem szolgál a cikkben szereplő információk forrásmegjelöléseként.
- Ez a szócikk részben vagy egészben  a(z)   南京地铁 című kínai Wikipédia-szócikk ezen változatának fordításán alapul.  Az eredeti cikk szerkesztőit annak laptörténete sorolja fel. Ez a jelzés csupán a megfogalmazás eredetét és a szerzői jogokat jelzi, nem szolgál a cikkben szereplő információk forrásmegjelöléseként.